# Palatine (Nueva York)
Palatine es un pueblo ubicado en el condado de Montgomery en el estado estadounidense de Nueva York. En el año 2000 tenía una población de 3,070 habitantes y una densidad poblacional de 29 personas por km².

## Geografía
Palatine se encuentra ubicado en las coordenadas 42°57′0″N 74°33′46″O / 42.95000, -74.56278.

## Demografía
Según la Oficina del Censo en 2000 los ingresos medios por hogar en la localidad eran de $33,415, y los ingresos medios por familia eran $40,284. Los hombres tenían unos ingresos medios de $27,745 frente a los $22,978 para las mujeres. La renta per cápita para la localidad era de $17,416. Alrededor del 11.5% de la población estaban por debajo del umbral de pobreza.